# Projeto Pioneer Venus
A missão Pioneer a Vênus consistiu de dois componentes, lançados separadamente. Pioneer Venus 1 ou Pioneer Venus Orbiter foi lançado em 1978 e estudou o planeta por mais de uma década depois da inserção orbital em 1978. Pioneer Venus 2 ou Pioneer Venus Multiprobe mandou quatro pequenas sondas para a atmosfera de Vênus. Isso foi gerenciado pelo Ames Research Center da NASA como parte da série de sondas Pioneer que incluiu também Pioneer 10 e Pioneer 11.

## Pioneer Venus Orbiter
- Data de lançamento: 20 de maio de 1978.
- Veículo de lançamento: Atlas-Centaur.
- Massa: 517 kg.
- Sistema de energia: painéis solares de 312 W.

A Pioneer Venus Orbiter foi inserida em uma órbita elíptica ao redor de Vênus em 4 de dezembro de 1978. O orbitador era um cilindro de 2,5 m de diâmetro e 1,2 m de altura. Todos os instrumentos e subsistemas da nave foram montados na extremidade dianteira do cilindro, com exceção do magnetômetro. Ela foi fabricada pela Hughes Aircraft Company.
A Pioneer Venus Orbiter levou 17 experimentos (com uma massa total de 45 kg):
- Um fotopolarímetro de nuvens para medir a distribuição vertical das nuvens, similar ao fotopolarímetro de imagens da Pioneer 10 e Pioneer 11.
- Um radar mapeador da superfície para determinar topografia e características da superfície.
- Um radiômetro infravermelho para medir emissões infravermelhas da atmosfera.
- Um espectrômetro ultravioleta para medir emissões ultravioleta e dispersas da atmosfera.
- Um espectrômetro de massa neutra para determinar a composição da atmosfera superior.
- Um analisador de plasma do vento solar para medir propriedades do vento solar.
- Um magnetômetro para caracterizar o campo magnético em volta de Vênus.
- Um detector de campo elétrico para estudar o vento solar e suas interações.
- Uma sonda de temperatura de elétrons para estudar as propriedades termais da ionosfera.
- Um espectrômetro de massa de íons para caracterizar a população de íons da ionosfera.
- Um analisador de partículas carregadas para estudar partículas ionosféricas.
- Dois experimentos científicos de rádio para determinar o campo gravitacional de Vênus.
- Um experimento de ocultações de rádio para caracterizar a atmosfera.
- Um experimento de arrasto atmosférico para estudar a atmosfera superior.
- Um experimento de ciência atmosférica de rádio e turbulência do vento solar
- Um detector de erupções de raios gama.

Da inserção orbital em Vênus em julho de 1980, o periastro foi realizado entre 142 e 253 km (na latitude 17 graus norte) para facilitar medições ionosféricas e de radar. A sonda estava em uma órbita de 24 horas com apoastro de 66 900 km. Depois disso, o periastro pôde aumentar (no máximo 2 290 km) e depois cair, para economizar combustível. Em 1991 o mapeador de radar foi reativado para investigar porções inacessíveis do planeta, em conjunção com a sonda Magellan. Em maio de 1992 a Pioneer Venus começou a fase final da missão, na qual o periastro foi atingido entre 150 e 250 km, até o combustível acabar e a entrada atmosférica destruiu a sonda em agosto'.

## Pioneer Venus Multiprobe

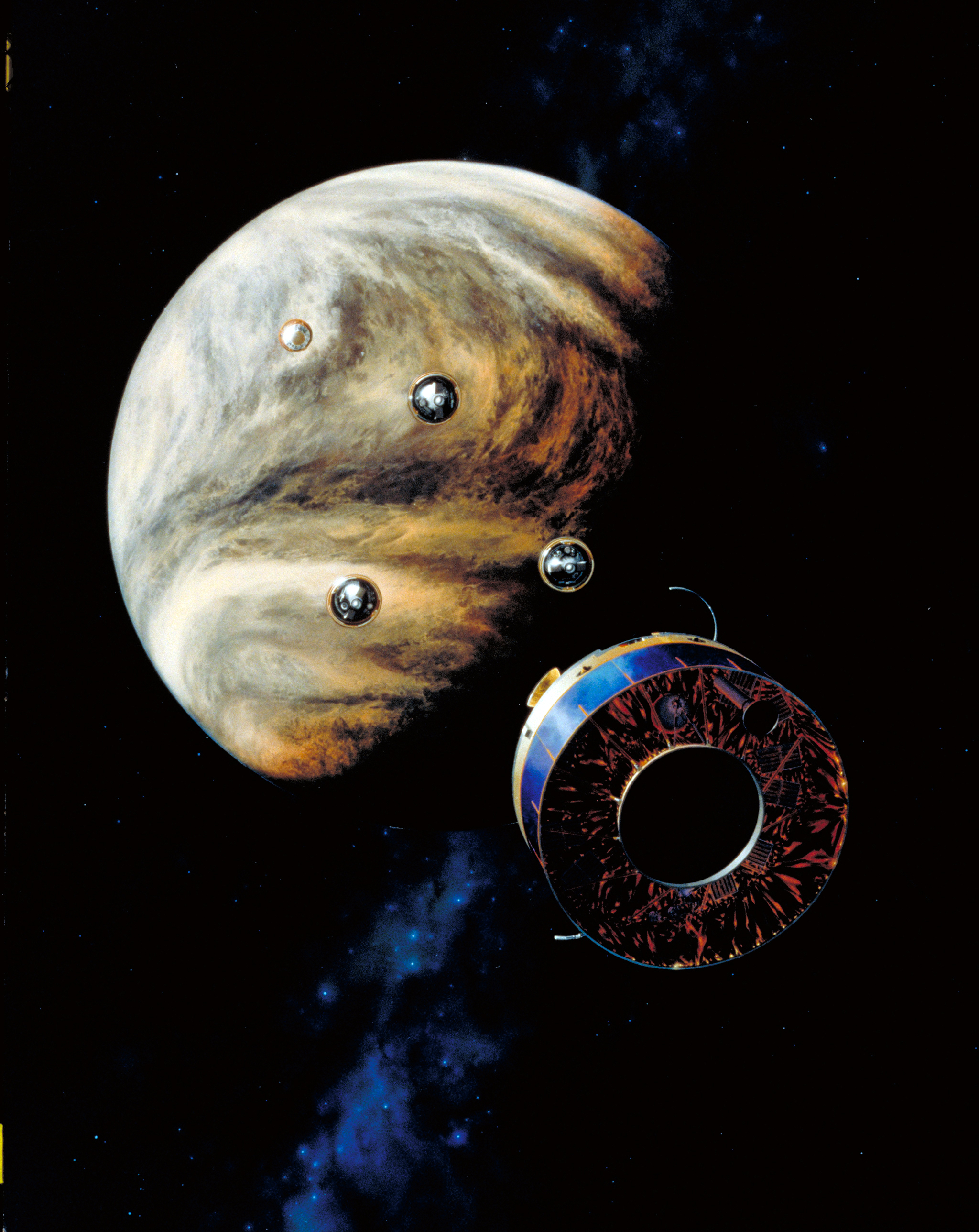
Pioneer Venus Multiprobe.

- Data de lançamento: 8 de agosto de 1978.
- Veículo de lançamento: Atlas-Centaur.
- Massa: 290 kg (ônibus), 315 kg (sonda grande), 90 kg (cada sonda pequena).
- Sistema de energia: painel solar de 241 W (ônibus); baterias (sondas).

A Pioneer Venus Multiprobe consistiu de um ônibus que carregou uma sonda atmosférica grande e outras três pequenas. Nenhuma sonda tinha capacidade fotográfica e de análise do solo. Elas não foram designadas nem mesmo para um pouso macio; a sonda grande tinha um paraquedas, mas as pequenas não. Sobrevivência à superfície era considerado um bônus. Todas as sondas sobreviveram ao pouso, mas somente a Sonda Dia sobreviveu por um período significativo após o impacto.
Todas as sondas entraram na atmosfera de Vênus em 9 de dezembro de 1978, seguidas do ônibus. 
|                        | Sonda Grande | Sonda Norte | Sonda Dia | Sonda Noite | Ônibus                               |
| ---------------------- | ------------ | ----------- | --------- | ----------- | ------------------------------------ |
| Entrada (200 km)       | 18:45:32     | 18:49:40    | 18:52:18  | 18:56:13    | 20:21:52                             |
| Impacto                | 19:39:53     | 19:42:40    | 19:47:59  | 19:52:05    | (sinal perdido à altitude de 110 km) |
| Perda de sinal         | 19:39:53     | 19:42:40    | 20:55:34  | 19:52:07    | 20:22:55                             |
| Ângulo do zênite solar | 65,7         | 108,0       | 79,9      | 150,7       | 60,7                                 |
| Hora local em Vênus    | 7:38         | 3:35        | 6:46      | 0:07        | 8:30                                 |